# Smyčka (film, 2014)
Smyčka (v originále španělsky El Incidente, Incident, anglicky The Incident) je mexický sci-fi thriller z roku 2014, který napsal a režíroval Isaac Ezban. Po tragických událostech se dvě různé skupiny lidí ocitnou uvězněné na místě, odkud není úniku – jedna na nekonečně se opakující silnici a druhá na nikdy nekončícím schodišti. Film měl premiéru na festivalu Fantastic Fest a v Mexiku byl uveden do kin 11. září 2015.

## Děj
Malý zločinec Carlos se vrací domů a nachází svého mladšího bratra Olivera rozrušeného. Dříve než mu Oliver stihne vysvětlit své chování, vynoří se z úkrytu zkorumpovaný policista Marco a oba bratry zatkne. Oliver vysvětluje, že se přiznal pod nátlakem, a prosí o odpuštění. Carlos požaduje předložení zatykače. Marco přizná, že žádný nemá, a pokusí se je pod hrozbou zbraně odvést na policejní stanici.
Bratři Marca přemohou a utečou po schodišti jejich bytového domu. Při honičce Marco Carlose postřelí do nohy, přičemž se zdá, že je svým činem sám překvapen. Vzápětí oba vyděsí hlasitá exploze v dálce – a záhy zjistí, že schodiště je nekonečné a smyčkově se opakuje. Marco si prohlíží obsah své peněženky a najde v ní miniaturní hrací kartu, kterou nepoznává. Kartu roztrhá na kousky a dál ji neřeší. Oliver poskytne Carlosovi první pomoc, ale bezmocně sleduje, jak jeho bratr následující den vykrvácí.
Než Carlos zemře, vyzve Olivera, aby si vážil přítomného okamžiku – něco, co on sám nikdy nedokázal. Když Oliver truchlí nad bratrovou smrtí, Marco je otřesen, když zjistí, že automat na schodišti je opět plně zásoben, přesně jako před 24 hodinami. Oliver, rozzuřený Markovým cynismem, ho odzbrojí a hrozí mu pistolí. Marco trvá na tom, že Carlose nezastřelil vědomě, a oba se hádají o metafyzické povaze jejich situace.
Mezitím Sandra a její dvě děti, Daniel a Camila, vyrážejí na návštěvu k jejímu bývalému manželovi. I když je její nový manžel Roberto z cesty nervózní, Sandra ho uklidňuje, že dlouhá jízda mu pomůže sblížit se s dětmi. Daniel si sbalí balíček miniaturních hracích karet, stejných, jakou Marco našel ve své peněžence. Po cestě se zastaví na čerpací stanici, kde Roberto neopatrně nabídne Camile ovocnou šťávu, což vyvolá její alergickou reakci a postupně i astmatický záchvat. V autě pak Roberto najde kousek zeleného bambusu, což ho zmate. Bez dalšího přemýšlení bambus vyhodí na silnici.
Poté, co Roberto omylem zničí Camilin inhalátor – a tvrdí, že šlo o osudovou nehodu – ozve se v dálce hlasitá exploze. Sandra požádá Daniela, aby přinesl záložní inhalátor, ale ten přizná, že ho zapomněl doma. V panice Sandra trvá na tom, aby se okamžitě vrátili. Když ale stále míjejí tu samou čerpací stanici, pochopí, že se ocitli na nekonečné smyčce silnice.
Roberto vystoupí z auta a vydá se pěšky přes křoví hledat pomoc. Bez inhalátoru Camila zemře. Sandra, věřící, že je uvězněná ve zlém snu, opustí své děti a ujíždí pryč, marně se snažíc "probudit". Daniel vezme sestru do náruče a vydá se pěšky v opačném směru. Nakonec se všichni vrátí na stejné místo a vzdají se naděje na únik.
O 35 let později jsou obě skupiny stále uvězněné na svých místech. Každý den nacházejí nové kopie všech svých věcí. Tyto předměty se během desetiletí hromadí do obrovských věží, zatímco lidé se snaží nějak přežít své opakující se životy. Sandra a Roberto, nyní staří, spolu zvířecky souloží, zatímco Daniel žije nezávisle a udržuje s nimi jen minimální kontakt. Oliver si udržuje kondici pravidelným cvičením na schodišti a vede stárnoucího Marca v rituálech uctívání Carlosovy kostry.
Po Sandřině smrti uspořádají Roberto a Daniel pohřeb, během něhož Roberto zažije okamžik jasného vědomí, když i jeho život spěje ke konci. Říká, že nyní chápe, proč jsou uvězněni. Staří Roberto a Marco sdělí mladému Danielovi a Oliverovi, že to, co prožívají, není realita, ale alternativní dimenze jejich skutečných životů. Roberto vysvětluje, že když mu bylo deset let, ocitl se při jiné události uvězněný na bambusovém voru po dobu pětatřiceti let. Současně starý Marco odhaluje, že je ve skutečnosti Danielem, desetiletým chlapcem z události nekonečné silnice, čímž se vysvětluje cyklus událostí a vznik nových dimenzí.
Tyto alternativní dimenze se odštěpují od reality a vytvářejí časové smyčky. Vznikají v důsledku tragédie a emoce jejich obyvatel se zpětně přenášejí do jejich skutečných osobností ve skutečném světě. Mladší lidé uvíznutí v těchto událostech se v reálném životě obvykle mají lépe než starší lidé, kteří zažívají více smutku a neštěstí. Jsou nám ukázány záblesky skutečných životů postav, ať už s pozitivními, nebo negativními obraty.
Když Roberto umírá, naléhá na mladého Daniela, aby přerušil cyklus vytváření nových dimenzí tím, že odmítne následovat svůj osud. Podobně starý Marco/Daniel vybízí mladého Olivera, aby cyklus také prolomil. Ačkoli Daniel i Oliver zpočátku váhají, nakonec oba navzdory varováním svůj osud naplní. Daniel nastoupí do policejního auta a stane se Marcem, který má za úkol zatknout Olivera a Carlose. Oliver opustí svůj bytový komplex a stane se ruským poslíčkem Karlem, který obsluhuje výtah pro novomanžele. Neúmyslně tak způsobí smrt ženicha a uvězní sebe i nevěstu v nové dimenzi na dalších pětatřicet let.

## Obsazení
| Raúl Méndez              | Marco a dospělý Daniel |
| Nailea Norvind           | Sandra                 |
| Hernán Mendoza           | Roberto                |
| Humberto Busto           | vědec                  |
| Fernando Alvarez Rebeil  | mladý Oliver           |
| Gabriel Santoyo          | mladý Daniel           |
| Paulina Montemayor       | Camila                 |
| Hector Mendoza           | dospělý Oliver         |
| Leonel Tinajero          | starý Marco            |
| Marcos Moreno            | starý Roberto          |
| Luciana Villegas         | nevěsta                |
| Adrián Ladrón de Guevara | ženich                 |
| Leticia Gonzalez         | stará Sandra           |
| Magda Brugengheim        | stará nevěsta          |
| Santiago Mendoza Cortes  | mladý Roberto          |
| Erick Trinidad Camacho   | Juan                   |